# Cantone di Flize
Il Cantone di Flize era una divisione amministrativa dell'arrondissement di Charleville-Mézières.
A seguito della riforma approvata con decreto del 21 febbraio 2014, che ha avuto attuazione dopo le elezioni dipartimentali del 2015, è stato soppresso.

## Composizione
Comprendeva i comuni di:
- Les Ayvelles
- Balaives-et-Butz
- Boulzicourt
- Boutancourt
- Chalandry-Elaire
- Champigneul-sur-Vence
- Dom-le-Mesnil
- Élan
- Étrépigny
- Flize
- Guignicourt-sur-Vence
- Hannogne-Saint-Martin
- Mondigny
- Nouvion-sur-Meuse
- Omicourt
- Saint-Marceau
- Saint-Pierre-sur-Vence
- Sapogne-et-Feuchères
- Villers-le-Tilleul
- Villers-sur-le-Mont
- Vrigne-Meuse
- Yvernaumont